# Narbal da Costa Stencel
Narbal da Costa Stencel  (* 8. März 1925 in São Mateus do Sul; † 31. Januar 2003 in Rio de Janeiro) war römisch-katholischer Weihbischof in São Sebastião do Rio de Janeiro.

## Leben
Narbal da Costa Stencel empfing am 25. Februar 1956 die Priesterweihe. Der Papst ernannte ihn am 30. Oktober 1987 zum Weihbischof in São Sebastião do Rio de Janeiro und Titularbischof von Tunnuna.
Der Erzbischof von São Sebastião do Rio de Janeiro, Eugênio Kardinal de Araújo Sales, weihte ihn am 12. Dezember desselben Jahres zum Bischof; Mitkonsekratoren waren Karl Josef Romer, Weihbischof in São Sebastião do Rio de Janeiro, und Romeu Brigenti, Weihbischof in São Sebastião do Rio de Janeiro.
Als Wahlspruch wählte er DEI ECCLESIAE FIDELIS. Am 13. März 2002 nahm Johannes Paul II. seinen altersbedingten Rücktritt an.